# Спасский историко-археологический музей
Спа́сский исто́рико-археологи́ческий музе́й и́мени Г. К. Ва́гнера — муниципальное бюджетное учреждение культуры Спасского района Рязанской области, расположенное в районном центре г. Спасске-Рязанском.

## История музея
Музей основан 19 октября 1918 года по инициативе местного отдела просвещения с целью охраны бывших дворянских имений, памятников искусства и старины. В дальнейшем одной из основных задач стало сохранение и изучение археологического памятника мирового значения — городища Старая Рязань. Под музей отдано находившееся на Соборной площади здание, построенное предками городского головы Ф. М. Михалевского — сначала здесь размещалось казначейство, а в 1910 году помещение было продано местному гражданину А. В. Панкратнику и использовалось под кожевенное производство до 1915—1916 годов. Основанный в 1918 году Спасский уездный музей послужил образцом для других провинциальных музеев РСФСР, значился отделением Московского Румянцевского музея и до 1922 года находился в ведении Московского главного музея и Спасского УОНО. Организатором его был глава Московского общества охраны памятников старины и художественных сокровищ при Румянцевском музее П. С. Воскресенский. В 1922 году Спасский музей был переведён в статус провинциального музея с содержанием из местных средств. Одним из первых директоров был здешний почтмейстер и краевед Александр Фёдорович Фёдоров.
В 1956 году было принято решение о закрытии музея.
В 1967 году по инициативе И. В. Правкина в Спасске-Рязанском открылся музей в статусе краеведческого, ставший филиалом Рязанского музея-заповедника. Для этой цели было выделено одноэтажное здание — бывшая лавка купцов Дружининых. В 1982 году при новом руководителе П. В. Кирюхине музей расположился в бывшем особняке купца М. А. Морозова. В 1998 году в связи с 80-летием музея ему присвоено имя уроженца Спасска-Рязанского Георгия Карловича Вагнера. После выполненного в 2012 году ремонта фасада здание музея вернулось в разряд красивейших построек города.
В 2013 году на базе музея создана изостудия «Вита», через пять лет получившая звание народного коллектива.
В 2022 году благодаря федеральному проекту «Культурная среда в Рязанской области» национального проекта «Культура» были выделены средства на капитальный ремонт здания Спасского историко-археологического музея и оснащение экспозиционным, выставочным и фондовым оборудованием. 23 декабря 2022 года музей вновь распахнул свои двери для посетителей и предстал в новом ракурсе.

## Собрание музея
Основной фонд музея составляют более 6000, научно-вспомогательный — более 4000 единиц хранения. В собрании имеются коллекции живописи, графики, скульптуры, предметов прикладного искусства, быта и этнографии, нумизматики, археологии, редких книг, оружия и документов.

## Экспозиции музея
Экспозиции музея раскрывают историю, быт и культуру Спасского края с древнейших времён до середины XX века.
- 1-й этаж, Зал природы — Диорамы и биогруппы представляют животный мир расположенного на территории района Окского биосферного заповедника.
- 1-й этаж, Археология и палеонтология Спасского края — Экспонируются образцы, найденные в ходе экспедиций на территории уезда и нынешнего района. Один из разделов экспозиции посвящён исследователям Спасского края.
- 1-й этаж, История Рязанского княжества — Диорама Старой Рязани до нашествия хана Бытыя даёт наглядное представление о былом величии города во времена Древней Руси.
- 1-й этаж, Зал этнографии и быта — Экспонируются предметы одежды и быта XIX — начала XX века, рассказывается о ремёслах, промышленности, культуре и народном образовании Спасского уезда. Дана информация о знатных земляках. Уделено внимание и нелёгкой крестьянской доле предков.
- 2-й этаж, Интерьер купеческо-мещанского быта — В зале представлены полученные от жителей города уникальные экспонаты XIX — начала XX века.
- 2-й этаж, Военный зал — Подлинные документы и предметы являются свидетелями народного мужества, стойкости и героизма в годы Великой Отечественной войны.
- 2-й этаж, Выставочный зал — Место для организации передвижных выставок и проведения массовых мероприятий.